# Mantequilla Nápoles
José Ángel Nápoles (Santiago de Cuba, 13 de abril de 1940-Ciudad de México, 16 de agosto de 2019), apodado Mantequilla (en referencia a su suave estilo de boxeo), fue un boxeador profesional cubano nacionalizado mexicano, campeón mundial de peso wélter del Consejo Mundial de Boxeo (CMB) así como de la Asociación Mundial de Boxeo (AMB). Con frecuencia se lo clasifica como uno de los mejores boxeadores de todos los tiempos en esa división y es miembro del Salón de la Fama del Boxeo Internacional. [3] Su récord de la mayor cantidad de victorias en combates de campeonato unificado en la historia del boxeo, compartido con Muhammad Ali, estuvo invicto durante 40 años. Después de debutar profesionalmente en Cuba, peleó en México y se convirtió en ciudadano mexicano.
En la serie mexicana El Chavo de Ocho "Clases de boxeo" Don Ramón le hace mención.

## Trayectoria

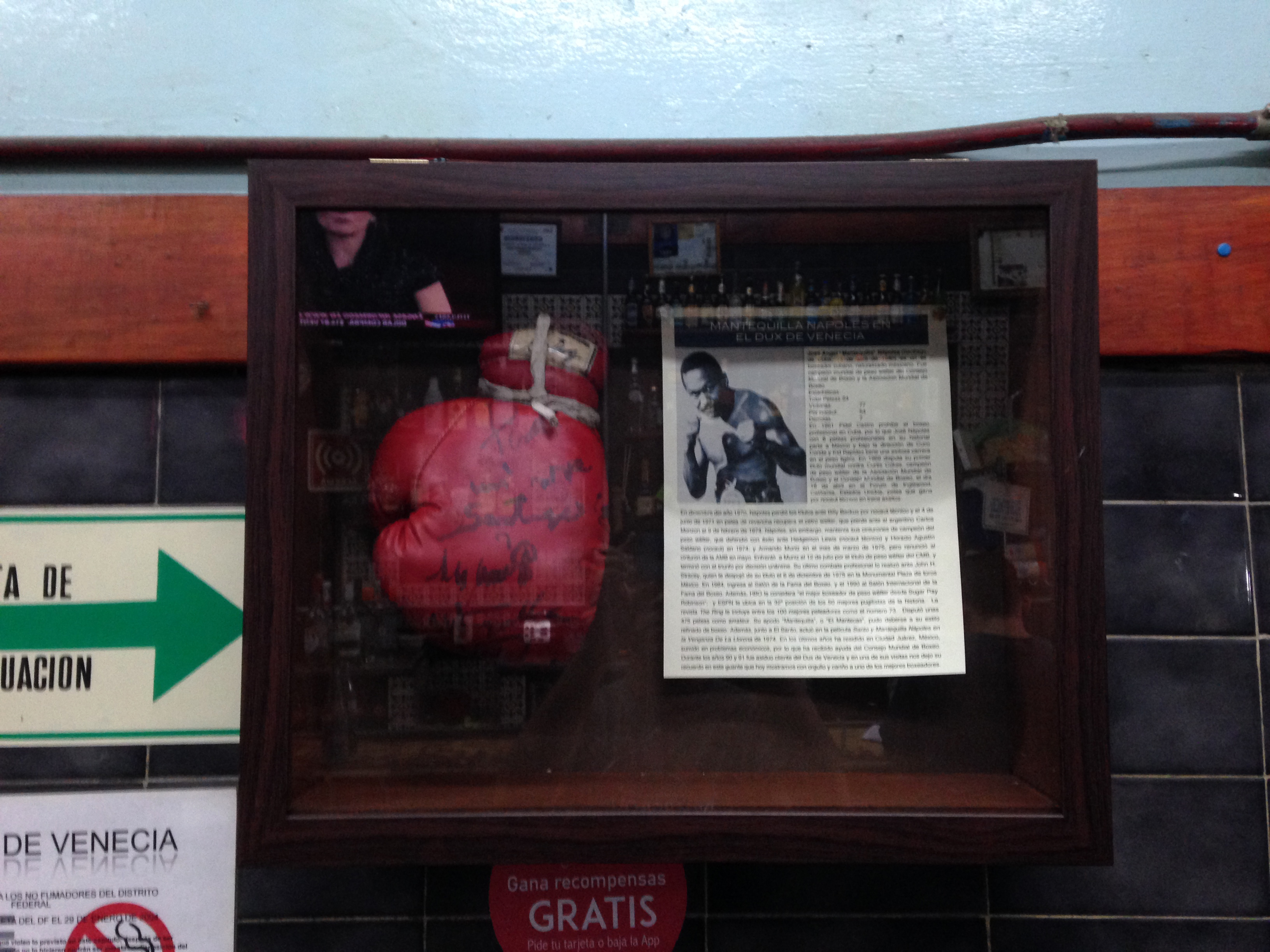
Guante de boxeo de Nápoles exhibido en el bar «El Dux de Venecia» en Ciudad de México.

Con el arribo de Fidel Castro al poder de Cuba en 1959, el boxeo profesional fue prohibido en ese país, por lo que José Nápoles, que ya contaba con unas ocho peleas profesionales en su historial, decidió partir a México. Allí se puso bajo la dirección de Cuco Conde y Kid Rapidez, y los siguientes años tuvo una exitosa carrera en el peso ligero. En ese tiempo, el campeón mundial de la categoría era el puertorriqueño Carlos Ortiz, de quien se dice evadió enfrentarlo.

## Campeón mundial de peso wélter
Obtuvo su primera oportunidad para disputar un título mundial el 18 de abril de 1969 contra Curtis Cokes, campeón de peso wélter de la Asociación Mundial de Boxeo y el Consejo Mundial de Boxeo, en el Forum de Inglewood, California, Estados Unidos. Después de trece asaltos, Cokes no pudo levantarse para continuar la pelea, por lo que Nápoles se adjudicó por nocaut técnico los cetros mundiales. La revancha le fue otorgada al estadounidense el 29 de junio en la Ciudad de México, pero nuevamente resultó vapuleado y no pudo continuar el combate, una vez terminado el décimo asalto.

## Destronado y recuperación del título
En diciembre de 1970, Nápoles perdió los títulos ante Billy Backus en lo que era su cuarta defensa, a través de un nocaut técnico en el cuarto round debido a una severa herida en el arco superior del ojo. Sin embargo, logró la revancha  el 4 de junio de 1971 y terminó con una victoria a su favor por nocaut técnico en el octavo round, tras una segunda caída de Backus en la lona.   

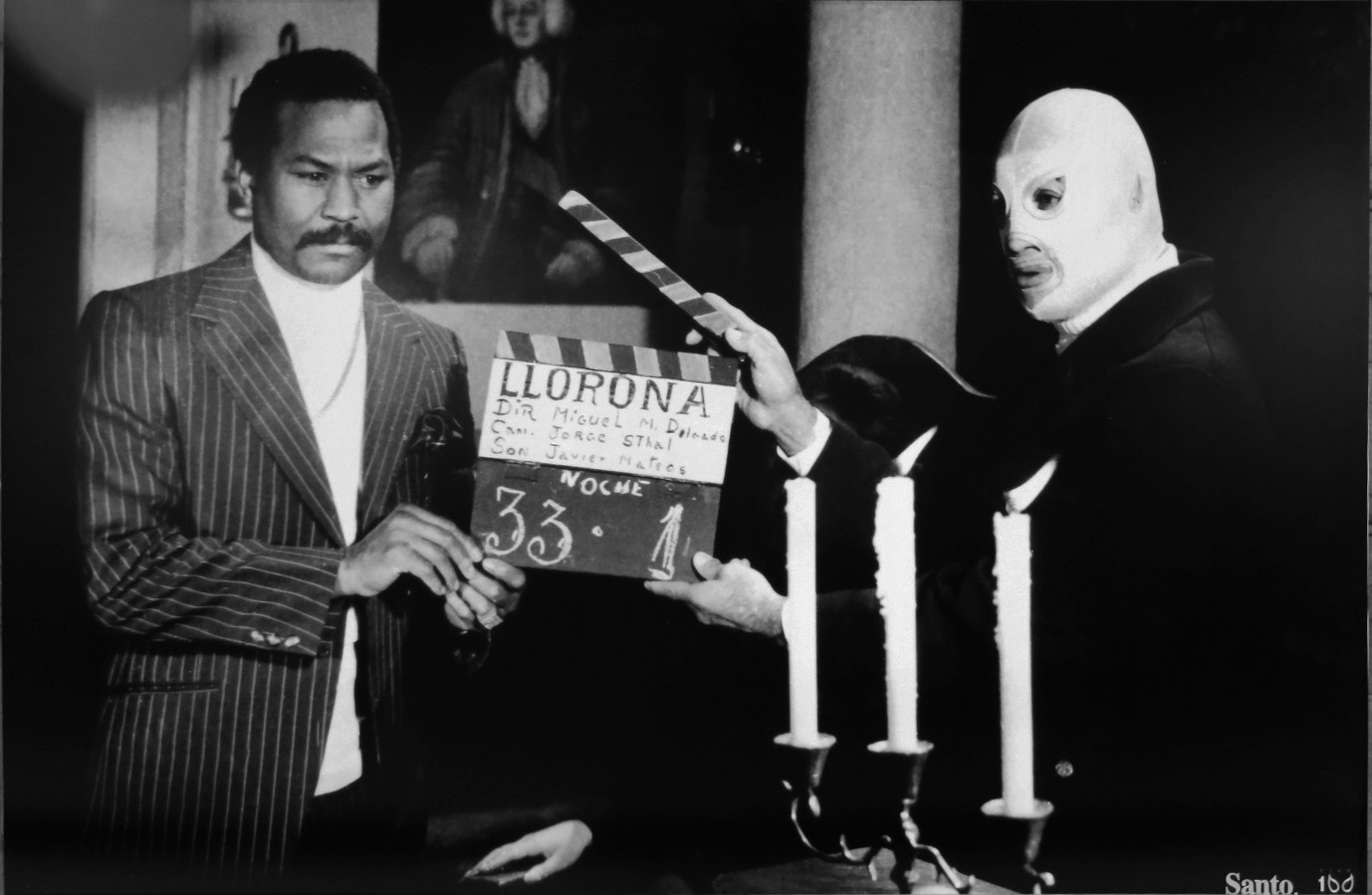
Nápoles con El Santo durante la filmación de Santo y Mantequilla Nápoles en la venganza de la Llorona (1974).

## Derrotado por Carlos Monzón
Después de seis exitosas defensas, el 9 de febrero de 1974 retó al argentino Carlos Monzón, campeón mundial del peso mediano del Consejo Mundial de Boxeo y la Asociación Mundial de Boxeo, en Puteaux, Francia. Uno de los organizadores de la pelea era el actor Alain Delon. Monzón, que tenía una notable ventaja en el peso, se alzó con la victoria cuando Nápoles se retiró del combate después del sexto asalto. Después de la pelea, Nápoles alegó que el argentino le había introducido el pulgar de su guante izquierdo en el ojo durante el sexto round, dejándolo "ciego". La situación fue desmentida por el referí. La contienda sería el tema del cuento de Julio Cortázar: La noche de Mantequilla.

## Defensas y desconocimiento por AMB
Nápoles, sin embargo, mantenía sus cinturones de campeón del peso wélter, los cuales defendió con éxito ante el norteamericano Hedgemon Lewis (nocaut técnico) y el argentino Horacio Agustín Saldaño (nocaut) el mismo año de 1974; y Armando "El Chivo"  Muñíz en el mes de marzo de 1975, pero renunció al cinturón de la AMB en mayo, por no hacer la defensa obligatoria ante el puertorriqueño primer retador de esa organización, Ángel "Cholo" Espadas.  Enfrentó nuevamente a Muñiz el 12 de julio por el título de peso wélter del CMB, y terminó con el triunfo por decisión unánime.

## Destronado y último combate profesional
Su último combate profesional lo realizó exponiendo el campeonato mundial welter ante el inglés John H. Stracey, quien le despojó de su título el 6 de diciembre de ese mismo año en la Monumental Plaza de toros México ante un entrada espectacular, siendo el público testigo del fin del campeón y finalmente anunciaría días después su retiro del boxeo profesional. Así se fue Mantequilla. 
En 1984, Nápoles fue ingresado al Salón de la Fama del Boxeo, y el 1990 al Salón Internacional de la Fama del Boxeo. El canal de televisión HBO le considera "el mejor boxeador de peso wélter desde Sugar Ray Robinson"; y ESPN le ubica en la 32.ª posición de los 50 mejores pugilistas de la historia. También la revista The Ring le incluye entre los 100 mejores peleadores con el número setenta y tres. Se estima que disputó unas 475 peleas como amateur.
Su apodo "Mantequilla", o "El Mantecas", pudo deberse a su estilo refinado de boxeo. Actuó junto con El Santo en la película Santo y Mantequilla Nápoles en la Venganza De La Llorona de 1974.
En los últimos años residió en Ciudad Juárez, México, sumido en problemas económicos, por lo que recibió ayuda del Consejo Mundial de Boxeo.

## Muerte
Falleció el 16 de agosto de 2019 en la Ciudad de México según informó el Consejo Mundial de Boxeo, a través de su presidente Mauricio Sulaimán tras no recuperarse de sus problemas de salud.